# Phragmatobia chosensis
Phragmatobia chosensis là một loài bướm đêm thuộc phân họ Arctiinae, họ Erebidae.